# Bér sivý

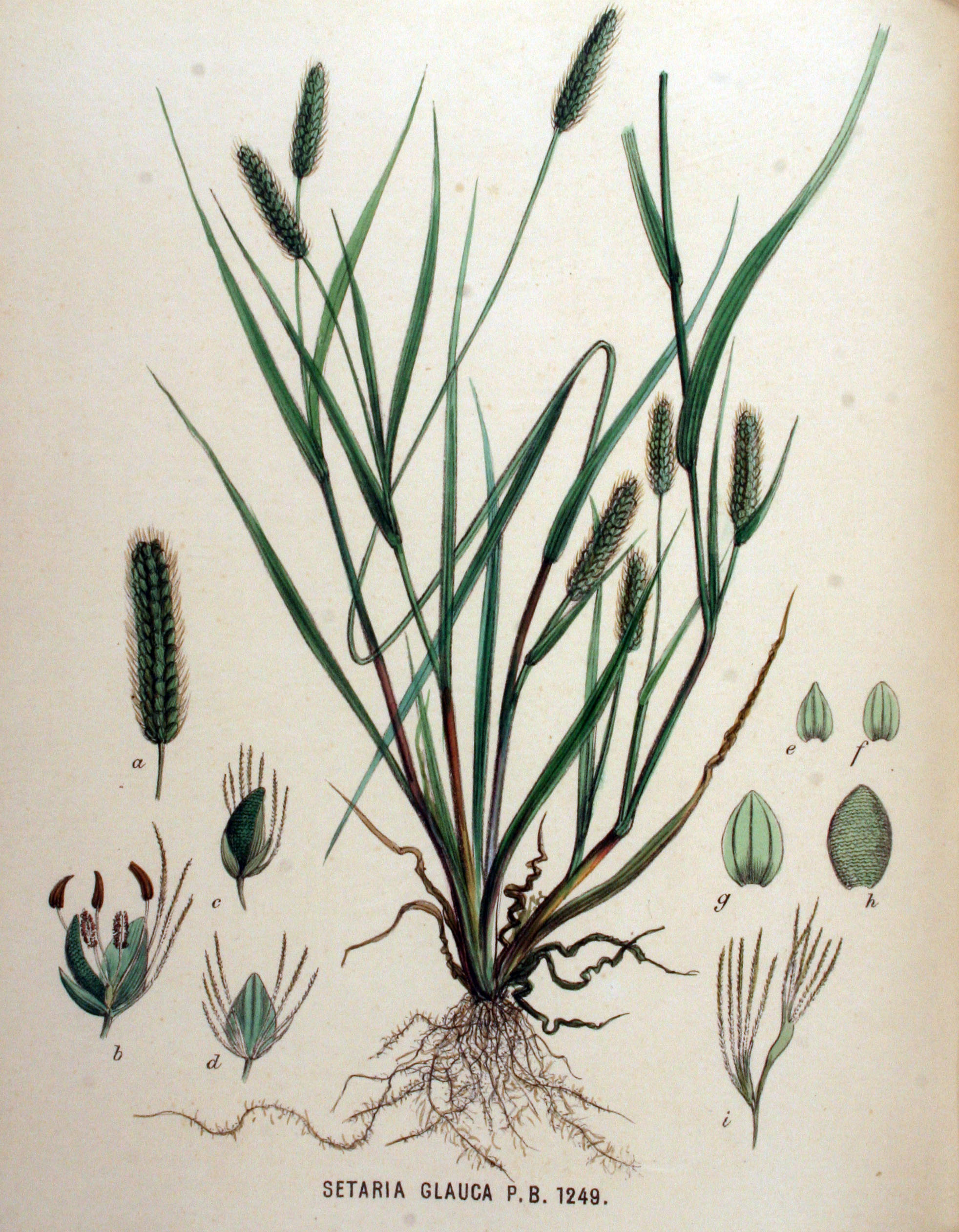
Zobrazení béru sivého

Bér sivý (Setaria pumila) je jednoletá, šedozelená travina považována za plevel. Je jedním z mnoha druhů rodu bér, který patří do podčeledi Panicoideae.
Pochází pravděpodobně ze Středomoří a nyní roste v teplém mírném a částečně i subtropickém podnebném pásmu v Evropě, východní Asii, Severní a Jižní Americe, Africe i v Austrálii a Tichomoří. V České republice roste tento zdomácnělý archeofyt roztroušeně po celém území státu, od nížin až po teplejší oblasti v podhůří.

## Ekologie
Béru sivému nevadí občasné důkladné vyschnutí půdy, ale potřebuje k růstu místa s dostatkem slunečního svitu a dobře zásobená živinami. Roste na polích i ve vinicích, v zelinářských oblastech, na holých místech v trávnících, na rumištích, skládkách i na kamenitých náspech okolo cest a železničních tratí. Nejlépe mu prospívají kypré půdy, kde může vytvořit mohutný a hluboko sahající kořenový systém.
Je pozdně jarní rostlinou, její semena začínají klíčit až při vyšší teplotě půdy. Semenáčky pak velmi rychle vyrůstají a kvetou od července až do září, s příchodem zimy rostliny usychají.

## Popis
Jednoletá, řídce trsnatá bylina s 10 až 60 cm vysokými a na bázi větvenými stébly. Ta bývají přímá, poléhavá nebo v kolénkách vystoupavá a vyrůstají z mohutného, svazčitého kořene. Stébla mívají červený nádech, v kolénkách se větví a jsou lysá a hladká, pouze blízko květenství jsou drsná. Ploché listy bývají dlouhé 5 až 30 cm a široké 0,5 až 1 cm. Na koncích jsou dlouze zašpičatělé, po okraji a na rubu brvité a na lící drsné, u mladých rostlin jsou světle zelené. Hladké a oblé listové pochvy jsou otevřené a v ústí je jazýček nahrazen krátkými chloupky, ouška chybějí. Na bázi listových čepelí vyrůstají 3 mm dlouhé vlasovité chlupy.
Hustý, válcovitý lichoklas bývá dlouhý až 10 cm. Nápadné žlutočervené až rezavé, zoubkovitě drsné štětinky pod klásky jsou dvakrát až třikrát delší než klásky a osténky mají otočené vzhůru, lichoklas je proto směrem zdola nahoru hladký. Široce vejčité, 3 mm dlouhé, na hřbetu zploštělé, krátce stopkaté, jednosemenné klásky jsou žluto až šedozelené, mají tři plevy a dvě bezosinné pluchy. Plodný kvítek má tři tyčinky a svrchní semeník se dvěma čnělkami s nažloutlými bliznami čnícími při kvetení z vrcholku klásku, jeho plucha je silně svraštělá. V klásku bývá ještě níže položený kvítek, který je buď planý nebo samčí. V době kvetení, od července do září, bývá přenesen pyl z prašníků na blizny za pomoci větru.
Plody jsou žlutozelené obilky s přirostlými pluchami. Jsou oválně vejčité, 3 × 2 mm velké, zploštělé, na horní straně vypuklé a na spodní ploché. Statná rostlina může vytvořit i tisíc obilek. Přirozeně se rozšiřují přichycováním drsnými pluchami za srst či peří zvířat nebo se sklidí se semeny jiných rostlin.

## Rozmnožování
Tato jednoletá tráva se rozmnožuje výhradně semeny (obilkami), které po dozrání z klásků snadno vypadávají. Obilky jsou dlouze a nepravidelně dormantní, klíčí až později na jaře při dostatečně zahřáté půdě (nejméně +15 °C), nejlépe z hloubky 2 až 5 cm. V půdě si podržují klíčivost i po deset let.

## Možnost záměny
Nejzjevnějšími rozlišovacími znaky, odlišujícími bér sivý od ostatních bérů rostoucích v české přírodě, jsou rezavě zbarvené štětinky v květenství a jednotlivě z vřetene vyrůstající velké klásky.

## Význam
Bér sivý je rostlina, která bývá v teplých oblastech na lehčí půdě významným a nebezpečným plevelem. Zapleveluje hlavně jednoleté širokořádkové plodiny, kterým odnímá svým svazčitým kořenovým systémem vláhu a potřebné živiny. Zvláště v okopaninách a při pěstování zeleniny vytváří mohutné rostliny, naopak v obilovinách a později na strništích bývá o poznání nižší. Vytržené rostliny mohou snadno opětovně zakořenit novými kořínky z kolének stébla.
Mladé rostliny jsou vhodné ke zkrmování nebo spásaní, po odkvětu jsou již ale tuhé a drsné štětinky způsobují u dobytka záněty. Obilky jsou vhodné jako zob pro ptáky v zimním období.

## Galerie

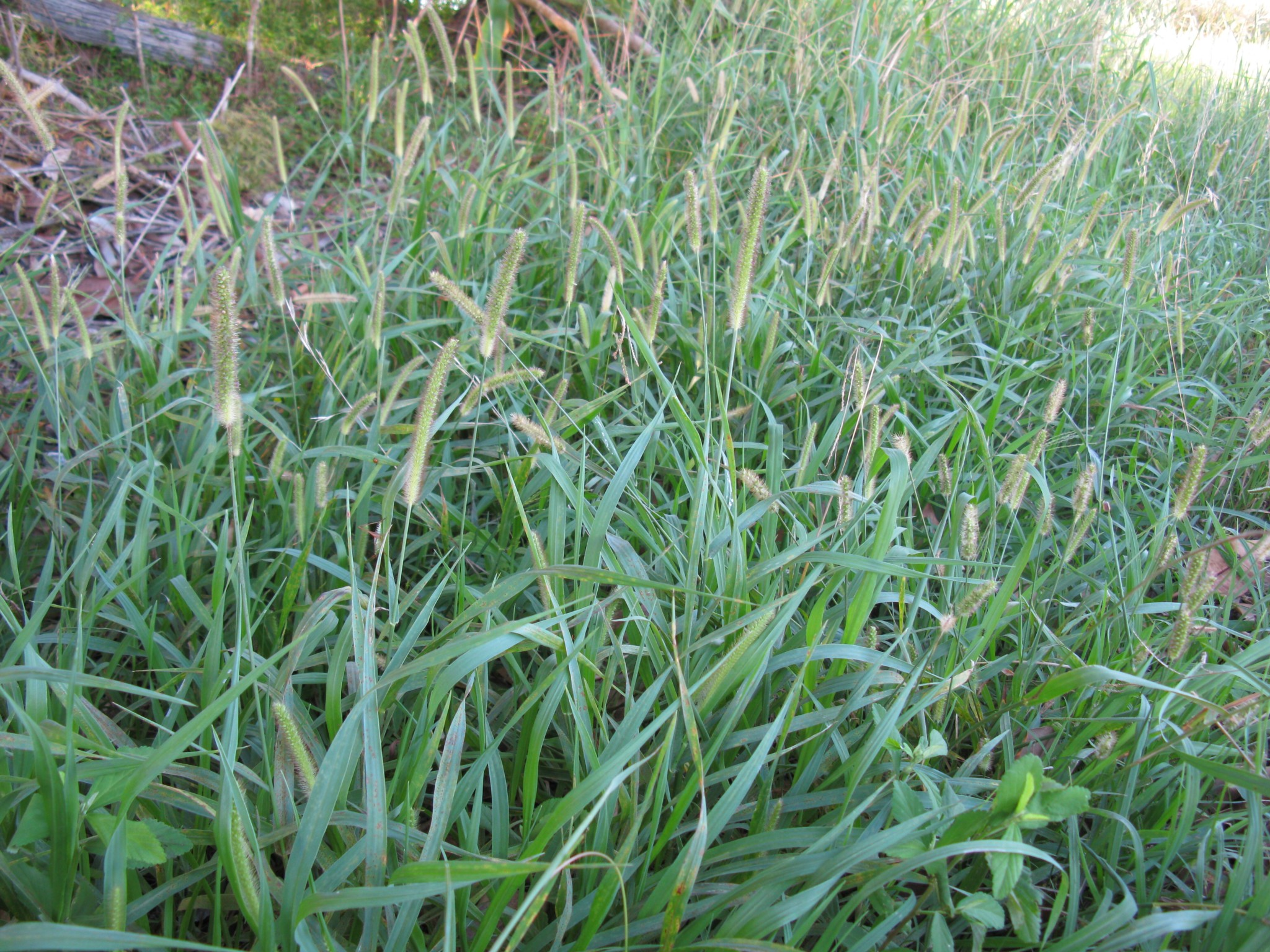
Porost béru sivého
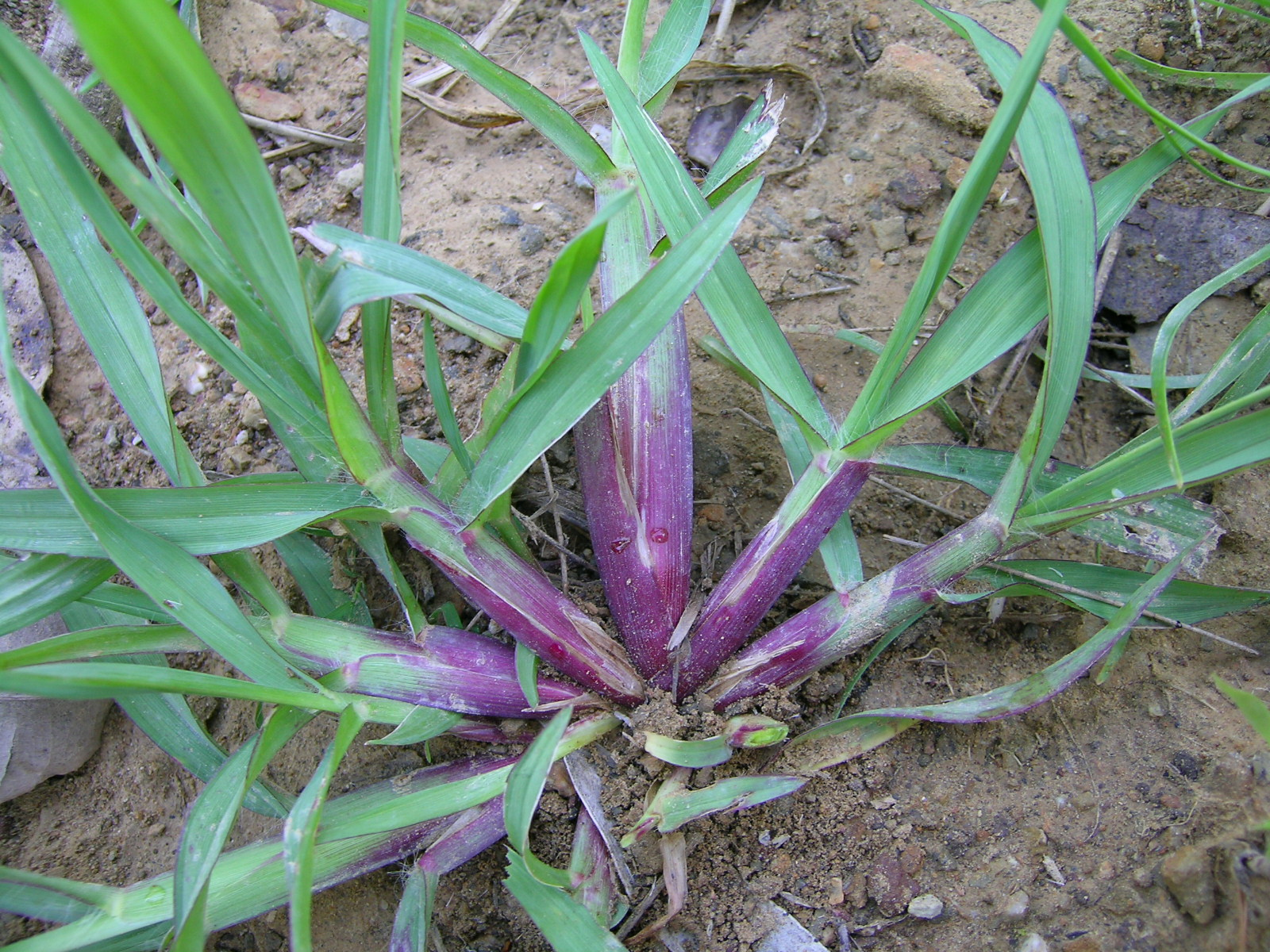
Rozrůstající se rostlina
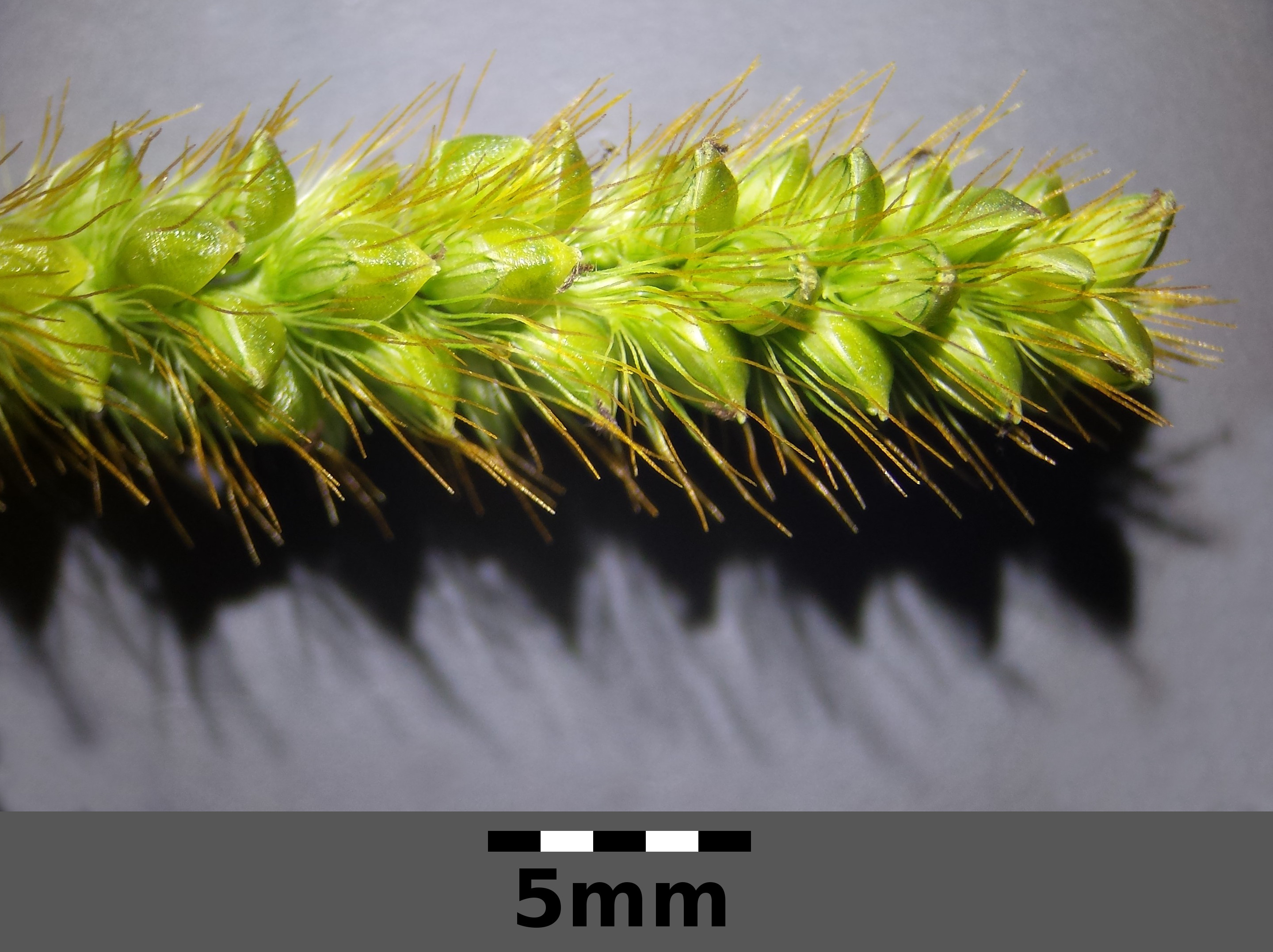
Květenství
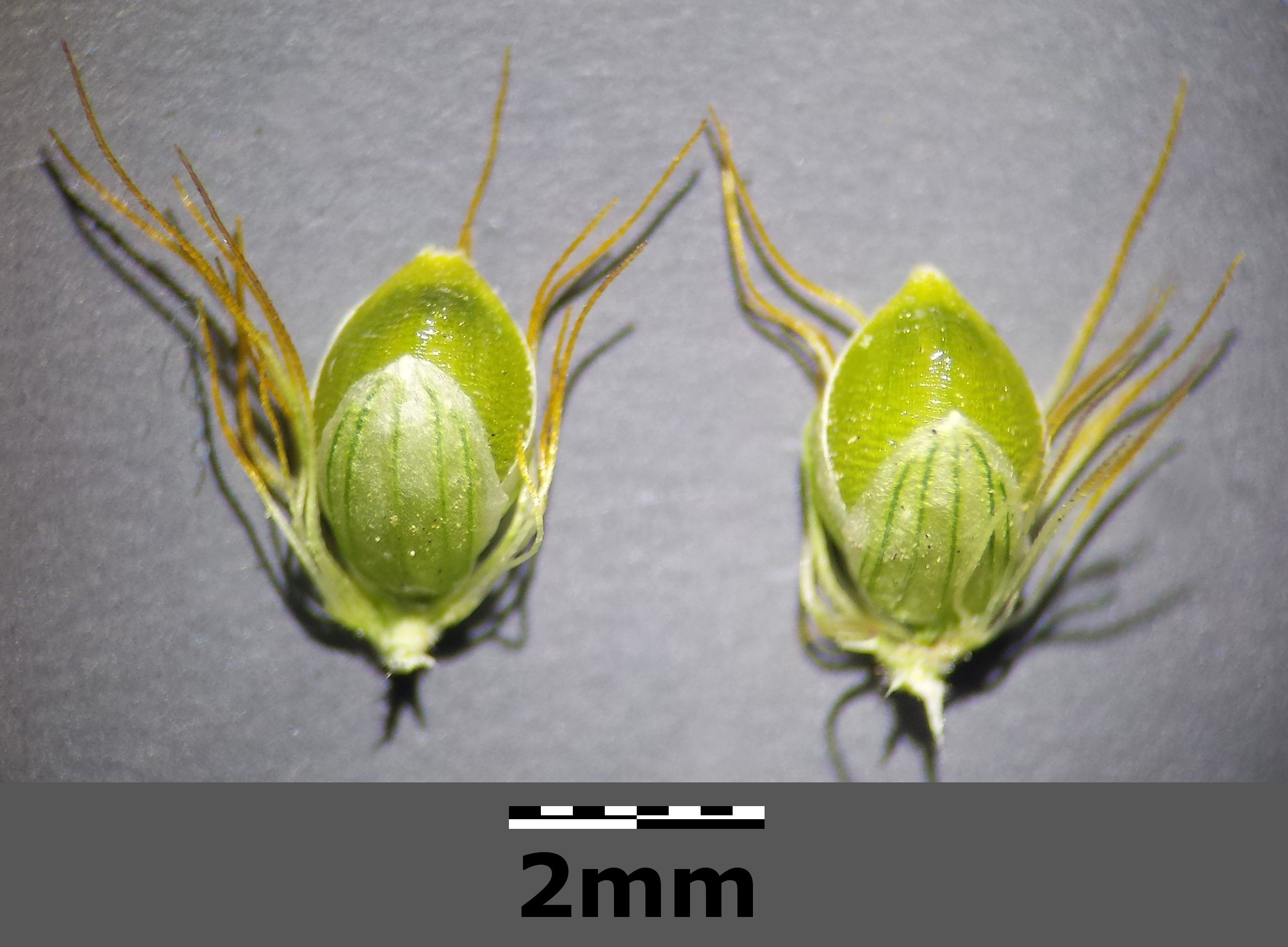
Jednosemenný klásek se štětinkami